# Risoluzione 661 del Consiglio di sicurezza delle Nazioni Unite
Nella risoluzione 661 del Consiglio di sicurezza delle Nazioni Unite, adottata il 6 agosto 1990, riaffermando la risoluzione 660 e constatando il rifiuto dell'Iraq ad attenervisi ed affermando il diritto del Kuwait al diritto di autodifesa, il Consiglio si impegnò a far promuovere sanzioni internazionali contro l'Iraq attenendosi al capitolo VII della Carta delle Nazioni Unite. Questa fu la seconda risoluzione del Consiglio di Sicurezza sull'invasione del Kuwait.
Il Consiglio quindi dispose che gli stati avrebbero evitato:
1. l'importazione di tutti i prodotti e le merci provenienti da Iraq e Kuwait;
2. ogni attività da parte dei propri cittadini o nei loro territori che avrebbe promosso l'esportazione di prodotti fatti in Iraq o Kuwait, allo stesso modo il trasferimento di fondi ad entrambi i paesi per finanziare tali attività;
3. la vendita di armi o altro equipaggiamento militare ad Iraq e Kuwait, con l'esclusione di aiuti umanitari;
4. la disponibilità di fondi o altre risorse finanziarie o economiche per ambedue i paesi; o per scopi commerciali, industriali o pubblici che si sarebbero fatti con questi, ad esclusione di quelli per medicine o scopi umanitari.

La risoluzione 661 invocò che tutti gli stati membri, ma anche quelli non membri delle Nazioni Unite, agissero in stretta accordanza con quanto promosso dalla risoluzione , e stabilissero un comitato del Consiglio di Sicurezza, formato da tutti i membri del Consiglio, affinché esaminasse quanto riportato dal segretario generale Javier Pérez de Cuéllar sulla situazione e cercasse informazioni dagli stati su come stessero attuando la risoluzione, chiedendogli di cooperare con il comitato.
Alla fine, il Consiglio sottolineò che il regime di sanzioni imposto non avrebbe riguardato l'assistenza da prestarsi al legittimo governo kuwaitiano in esilio. La risoluzione venne adottata per tredici voti su quindici, con l'astensione di Cuba e Yemen.
Finita la Guerra del Golfo, con il ritiro iraqeno dal paese aggredito, le sanzioni vennero indirizzate alla rimozione delle armi di distruzione di massa del paese aggressore per la risoluzione 687 del 1991. Gli effetti della politica del governo e le sanzioni portarono in Iraq iperiflazione, povertà dilagnate e malnutrizione.